# United Love Party
United Love Party (ULP) är ett politiskt parti i Ghana, Afrika. Partiledare är Ramon Osei Akoto. Partiet menar att Ghana är ett rikt land som kan och bör bryta med IMF, Världsbanken och FN, liksom även oljeföretagen. IT-inriktningen är tydlig, vilken bland annat kombineras med ett krav på fri elektricitet och fria telefonsamtal. De är starkt kritiska till genmodifierade livsmedel och har stämt jordbruksministeriet för att ha tillåtit detta i landet liksom ogräsmedlet Roundup. Genmodifieringen och ogräsmedlet är enligt partiet är starkt hälsofarligt, till och med dödligt, förutom att det också förgiftar naturen och medför att landets matsäkerhet går om intet. Partiledaren Osei Akoto har även kritiserat introduktionen av H1N1-vaccinet i landet på grund av hälsoriskerna. 2010 lanserade partiet, som första parti i världen, ett eget (globalt) online-universitet, United Love Party University (ULPU).